# تفشي جدري النسناس في البرازيل عام 2022
يعد تفشي جدري النسناس في عام 2022 جزءًا من التفشي الجاري لجدري النسناس البشري الناجم عن فصيلة غرب أفريقية من فيروس جدري النسناس. تم الإبلاغ عن هذا التفشي في البداية بتاريخ 9 يونيو من عام 2022، عندما تم تسجيل إصابة رجل في ساو باولو كأول حالة في البلاد.

## خلفية
جدري النسناس هو مرض فيروسي معدي يمكن أن يصيب البشر وبعض أنواع الحيوانات الأخرى. تتضمن الأعراض حمى، وتضخم العقد اللمفية وطفح جلدي يؤدي إلى ظهور بثور ومن ثم تقشرها. يتراوح الوقت الفاصل بين التعرض للفيروس وظهور الأعراض (الحضانة) من خمسة إلى واحد وعشرين يومًا. عادة ما تكون مدة ظهور الأعراض بين أسبوعين إلى أربعة أسابيع. قد يكون هناك أعراض خفيفة، ويمكن أن تحدث الإصابة بدون ظهور أي أعراض. لم تُلاحظ الأعراض التقليدية للحمى وآلام العضلات، يليها الغدد المتورمة، مع وجود آفات في المرحلة نفسها، في جميع الحالات المتفشية. قد تكون الإصابات خطيرة بشكل خاص عند الأطفال، أو النساء الحوامل أو الأشخاص الذين يعانون من ضعف في جهاز المناعة.
ينجم هذا المرض عن فيروس جدري النسناس، وهو فيروس حيواني المنشأ من عائلة فيروسات الأرثوبوكس. ينتمي فيروس الجدري، العامل المسبب للجدري، أيضًا لعائلة الفيروسات هذه. من ضمن النوعين اللذين يصيبان البشر، يسبب النوع الغرب أفريقي مرضًا أقل حدة من نوع أفريقيا الوسطى (حوض الكونغو). قد ينتشر من الحيوانات المصابة عن طريق التعامل مع اللحوم المصابة أو عن طريق التعرض لعضة الحيوان أو خدوشه. قد تنتقل العدوى من إنسان إلى إنسان آخر من خلال التعرض لسوائل الجسم المصاب أو الأدوات الملوثة، أو عبر الرذاذ التنفسي، أو ربما ينتقل عن طريق الهواء. يمكن للأفراد أن ينقلوا الفيروس منذ بداية ظهور الأعراض حتى تتقشر جميع الآفات وتسقط؛ مع وجود أدلة على إمكانية العدوى لأكثر من أسبوع بعد تقشر الآفات. يمكن تأكيد التشخيص من خلال فحص الآفة بحثًا عن وجود الحمض النووي (الدنا) للفيروس.
لا يوجد علاج معروف للمرض. وجدت دراسة أجريت في عام 1988 أن لقاح الجدري كان وقائيًا بنسبة 85% في منع العدوى في حالات التماس الوثيق مع مصاب وفي الحد من شدة المرض. تمت الموافقة على لقاح أحدث للجدري ولجدري النسناس يعتمد على لقاح أنقرة معدل، تمت الموافقة عليه، لكن توافره محدود. تشمل التدابير الأخرى الغسل المنتظم لليدين وتجنب المرضى والحيوانات الأخرى. يمكن استخدام الأدوية المضادة للفيروسات، كالسيدوفوفير والتيكوفورمات، والغلوبيلين المناعي ولقاح الجدري أثناء تفشي المرض. عادة ما يكون المرض خفيفًا ويتعافى معظم المصابين خلال عدة أسابيع بدون علاج. تقدر خطورة الوفاة بين 1-10%، رغم تسجيل عدد قليل من الوفيات نتيجة الإصابة بجدري النسناس منذ عام 2017.
تم تأكيد تفشي مرض جدري النسناس، وهو مرض فيروسي، في مايو عام 2022. وجدت مجموعة الحالات الأولى في المملكة المتحدة، حيث تم الكشف عن أول حالة بتاريخ 6 مايو عام 2022 في فرد له صلات سفر إلى نيجيريا (حيث موطن المرض). يعد هذا تفشي هو أول مرة ينتشر فيها جدري النسناس بشكل واسع خارج وسط وغرب إفريقيا. منذ 18 مايو فصاعدًا، تم الإبلاغ بشكل متزايد عن الحالات من البلدان والمناطق، أغلبها في أوروبا لكن أيضَا في شمال وجنوب أمريكا، وفي آسيا وأفريقيا وأوقيانوسيا. في 23 يوليو، صرحت منظمة الصحة العالمية بأن التفشي هو حالة طوارئ صحية عالمية ذات أهمية دولية (بي إتش إي آي سي)، مما رفع حالة التفشي إلى طوارئ صحية عالمية. تم تأكيد ما مجموعه 22،763 حالة، حتى 30 يوليو.

## الانتقال
يعتقد أن جزءًا كبيرًا من المصابين لم يسافروا مؤخرًا إلى مناطق أفريقيا حيث يوجد جدري النسناس عادةً، كنيجيريا، وجمهورية الكونغو الديمقراطية، إضافة إلى وسط وغرب أفريقيا. يعتقد أنه ينتقل عن طريق الاقتراب الوثيق من الأشخاص المرضى، مع تحذير أكبر من الاتصال مع الأفراد الذين لديهم آفات على بشرتهم أو في أعضائهم التناسلية، ومن الاقتراب من فراشهم وملابسهم. صرح مركز السيطرة على الأمراض أيضًا أن الأفراد يجب أن يتجنبوا الاتصال مع الحيوانات النافقة أو استهلاكها كالفئران والسناجب والنسانيس بأنواعها إضافة إلى الطرائد البرية أو المستحضرات المشتقة من الحيوانات في إفريقيا.
يعاني بعض المرضى إلى جانب الأعراض الأكثر شيوعًا، كالحمى، والصداع، وتضخم العقد اللمفية، والطفح الجلدي والآفات، من التهاب المستقيم والتهاب بطانة المستقيم. حذر مركز السيطرة على الأمراض الأطباء أيضًا من عدم استبعاد احتمالية جدري القرود لدى المرضى الذين يعانون من عدوى منقولة جنسيًا، بسبب وجود تقارير عن عدوى مشتركة مع مرض الزهري والسيلان والكلاميديا والهربس.